# IC 5188
IC 5188 — галактика типу SBc () у сузір'ї Тукан.
Цей об'єкт міститься в оригінальній редакції індексного каталогу.